# Tricorii
Les Tricorii (littéralement Tricoriens), sont un peuple celto-ligure de la Gaule narbonnaise, dont le pagus est établi dans les Alpes du Sud de la France.

## Ethnonymie

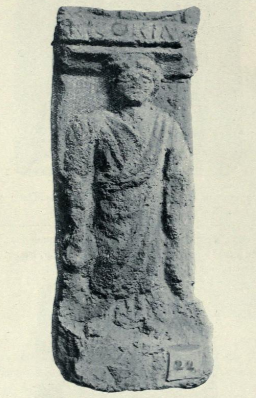
Autel-stèle votif en bas-relief représentant [T]ricoria, déesse pouvant être liée au peuple tricorien.

Leur nom signifie en gaulois « trois armées », « trois troupes » et moins probablement « trois tribus »,,,. Le suffixe -corii, apposé au préfixe numéral tri-, renferme une connotation, voire recouvre probablement un sens, militaire et/ou politique,,. Les Tricorii sont cités sous les termes « trois-troupes-armées » ou encore « ceux-qui-forment-trois-toupes-armées » par Tite-Live dans sa narration du passage des Alpes par Hannibal et par Silius Italicus, qui reprend le texte de Tite-Live, ainsi que par Strabon,,.
L'ethnonyme Tricorii peut être associé au théonyme [T]ricoria,,, un nom de divinité possiblement celte ou romaine inscrit sur la couronnement d'une stèle votive en bas-relief de 0,57 m de haut sur 0,21 m de large mise en évidence dans la seconde moitié du XIXe siècle, sur le site du plateau des Poètes, à Béziers,,.
Une concordance à caractère récursif peut être établie avec Tricurius (pagus de Trigg (en) et Tricurinus (pagus du Trégor) ainsi que sa capitale Tréguier, suggérant qu'un peuple appelé Tricorii, issu des Cornouailles, aurait été à l'origine de la formation dialecticale de ces toponymes britannique et bretons,,,,,.
Le terme Tricores est régulièrement employé pour désigner les Tricorii implantés dans les Alpes du Sud,,. Pour autant, selon plusieurs auteurs, ces deux ethnonymes font référence à deux peuples gaulois distincts, les Tricores (en) désignant un peuple implanté le long et à proximité du littoral méditerranéen, autour de l'étang de Berre,,.

## Histoire
Dans l'ensemble relativement pauvres, les données archéologiques, en particulier celles fournies par les fouilles opérées à La Mure — connue sous le toponyme celte Mura, l'un des possibles emplacements de la capitale à l'époque préaugustéenne, —, corroboreraient le statut d'indépendance des Tricorii vers 100 av. J.-C. Durant la période allant de 100 à 43 av. J.-C., le peuple celto-ligure aurait été, après une romanisation précoce, intégré à la confédération Voconce,.

## Territoire

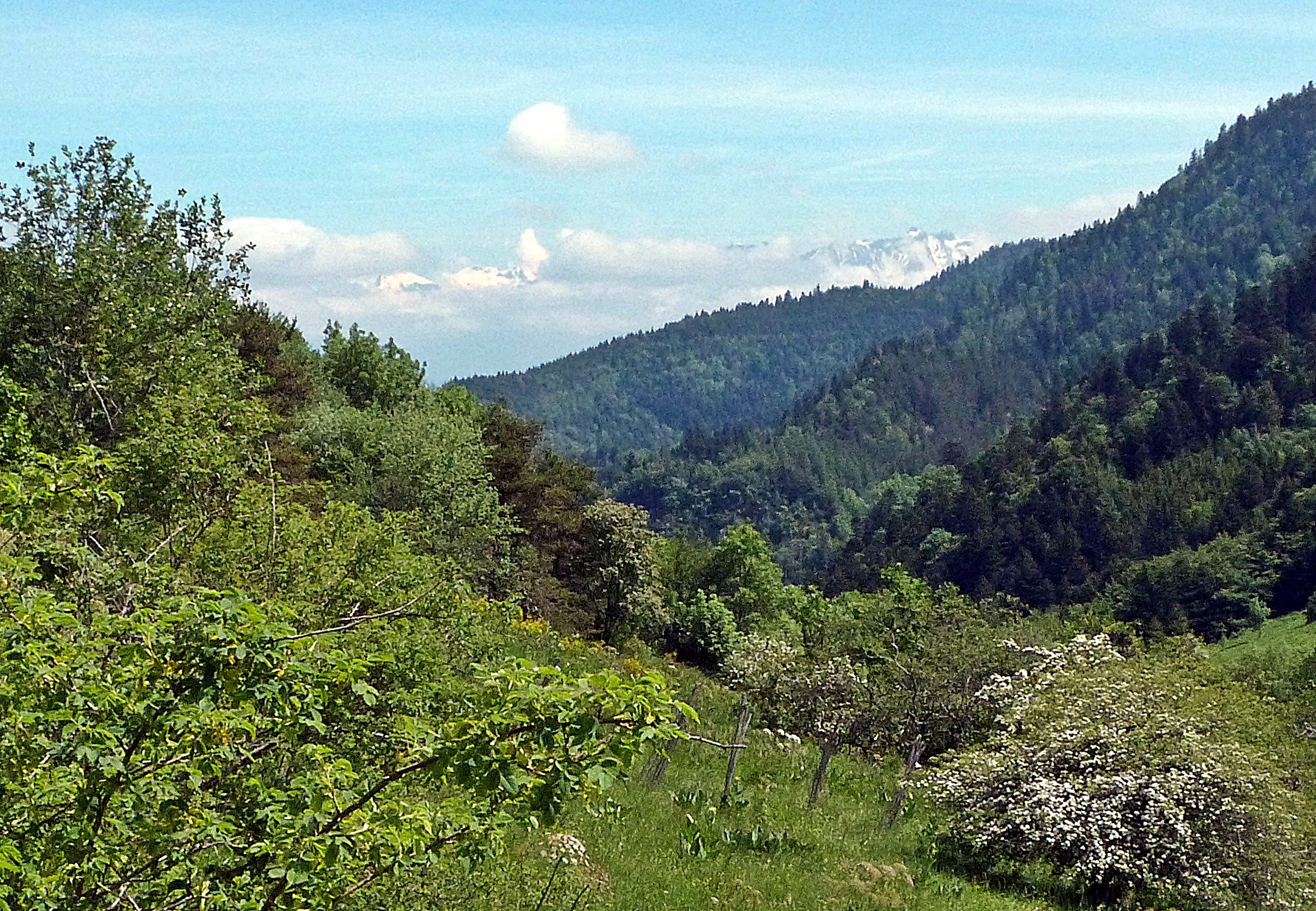
Le col de la Croix-Haute, point d'accès méridional au territoire tricorien.

Leur pagus, le « Tricorium »,,,, est situé dans les Alpes du Sud, et se trouve géocentrée sur la région naturelle du Trièves, dont le toponyme fait écho à Tricorii,,,. Le territoire tricorien, dont l'étendue précise reste indéterminée en raison de sources littéraires antiques parfois floues et/ou contradictoires, s'inscrirait au sein du Gapençais, dans les anciens canton de Tallard et de de La Bâtie-Neuve, dans la Matheysine, autour de la haute et moyenne vallée du Drac et de ses affluents, ainsi que dans la vallée du Buëch,,,,,,.
À l'extrémité nord du pagus, la combe de Gavet est un point d'accès et l'un des fines qui séparent les territoires tricorien et ucène,. Plus à l'ouest, l'aiguille de Morges constitue également un point topographique marquant la frontière entre les deux territoires,. Au sud, l'accès à l'aire d'occupation tricorii est permis via le col de la Croix-Haute,,. Après la scission de la civitas Voconce sous sa forme confédérée, opérée dans la seconde moitié du Ier siècle, la frontière méridionale du territoire tricorien la sépare du territoire des Avantici (en),,,,.

## Peuple apparenté: lesAlbienses
Les Albienses, également connus sous les ethnonymes Albœci et Albaciens, auraient été, selon les textes de Strabon et ceux de Pline, des Tricorii méridionaux,. Sous le Haut-Empire, ce groupe celto-ligure aurait fait partie de la confédération des Albiques,,. L'ethnonyme latin Albici peut faire à la fois référence aux Albiques et aux Albienses.
Ils sont les voisins nordiques des Vulgientes, localisés sur le plateau d'Albion. Le nom actuel du plateau d'« Albion » est d'ailleurs issu du nom de ce peuple.